# Ägyptische Grabfledermaus
Die Ägyptische Grabfledermaus (Taphozous perforatus) ist eine Art in der Gattung der Grabfledermäuse, die in weiten Teilen Afrikas und im Südwesten Asiens vorkommt. Das Art-Epitheton bezieht sich auf den Schwanz, der die Schwanzflughaut durchstößt. Dieses Merkmal kommt jedoch bei allen Vertretern derselben Familie vor. Das Typusexemplar der Art wurde in Ägypten gefunden, was den ersten Teil des deutschen Namens erklärt.

## Merkmale
Die Ägyptische Grabfledermaus wird mit Schwanz 95 bis 108 mm lang, die Schwanzlänge beträgt 22 bis 30 mm und das Gewicht liegt bei 23,4 bis 33,2 g. Die Art hat 62 bis 63 mm lange Unterarme, 13 bis 15 mm lange Hinterfüße und 15 bis 20 mm lange Ohren. Während Populationen im Norden Afrikas oberseits ein graubraunes Fell besitzen sind Exemplare im Süden des Kontinents am Rücken dunkelbraun. Die Unterseite ist mit hellerem braunem Fell bedeckt mit stellenweise grauen oder weißen Schattierungen aufgrund heller Haarspitzen. Auf der Unterseite der Flügel kommt in Körpernähe ein Streifen mit Haaren vor. Je nach Population sind die Flughäute schwarz bis dunkelbraun oder in den äußeren Bereichen weiß. Die Art besitzt die familientypischen sackförmigen Drüsen im oberen Bereich der Flügel, doch im Gegensatz zum Mauritius-Grabfledermaus haben Männchen keine Drüsen an der Kehle.

## Verbreitung

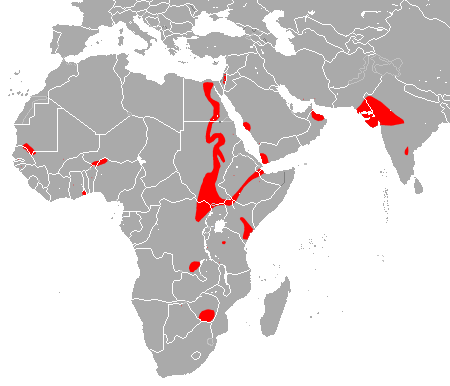
Verbreitungsgebiet der Ägyptischen Grabfledermaus

Diese Fledermaus kommt hauptsächlich entlang des Nils und im Osten Afrikas vor. Verstreute Populationen leben im Westen Afrikas südlich der Sahara, auf der Arabischen Halbinsel und ostwärts bis nach Indien. Die Art hält sich im Flachland bis 200 Meter Höhe auf. Sie bewohnt offene Baumbestände und ist in Asien auch in Wäldern mit dornigen Pflanzen zu finden. Allgemein hält sie sich sowohl von dichten Wäldern als auch von Halbwüsten und Wüsten fern.

## Lebensweise
Die Ägyptische Grabfledermaus ruht am Tage in Höhlen, Felsspalten, Gebäuden und in anderen von Menschen geschaffenen Konstruktionen. Auch in Höhlen hängt die Art nicht frei an der Decke wie der Mauritius-Grabfledermaus, sondern sie sucht dunklere Spalten auf. Die Art bildet Kolonien, die etwa 10 bis mehrere tausend Mitglieder besitzen können. Oft liegt das Nachtquartier im Umfeld von Wasserläufen. Der Ruheplatz wird gelegentlich mit Mausschwanzfledermäusen (Rhinopoma) geteilt. In der Nacht jagt sie meist in der Nähe von Palmengruppen oder Gärten. Laut einer Studie von 1997 stellen Schmetterlinge etwa die Hälfte der Beute dar. Weiterhin werden Käfer, Termiten und andere Insekten gefressen.
Über die Fortpflanzung ist fast nichts bekannt. In Simbabwe wurden im November zwei trächtige Weibchen mit je einem Embryo registriert.

## Status
Die Art ist regional durch Waldrodungen im Zusammenhang mit Etablierung neuer Landwirtschaftsflächen oder Bergbau bedroht. Vorkommen in Schutzgebieten sind nur aus Afrika bekannt. Allgemein wird der Bestand der Ägyptischen Grabfledermaus von der IUCN als stabil eingeschätzt und die Art als nicht gefährdet (Least Concern) gelistet.